# توماس ادیسون
توماس آلوا ادیسون (به انگلیسی: Thomas Alva Edison)‏ (۱۱ فوریهٔ ۱۸۴۷ – ۱۸ اکتبر ۱۹۳۱) مهندس، مخترع، و کارآفرین اهل ایالات متحده آمریکا بود که به عنوان بزرگ‌ترین مخترع تاریخ آمریکا توصیف شده است. او وسایل زیادی را در زمینه‌های مختلف مانند: تولید الکتریسیته، ارتباط جمعی، ضبط و بازتولید صدا و تصاویر متحرک توسعه داد. اختراعات او که شامل گرامافون، دوربین فیلمبرداری و نسخه‌های اولیه لامپ الکتریکی است، تأثیر گسترده‌ای بر جامعه صنعتی مدرن گذاشت. وی یکی از اولین مخترعانی بود که با همکاری بسیاری از محققان و کارمندان، اصول علم سازمان‌یافته و کار گروهی را در روند اختراع به‌کار گرفت. او نخستین بنیاد پژوهشی صنعتی را ایجاد کرد.
ادیسون در ایالت‌های غرب میانه آمریکا بزرگ شد؛ در اوایل، به‌عنوان اپراتور تلگراف کار کرد که باعث الهام بخشیدن به اختراعات اولیه او شد. در سال ۱۸۷۶، او نخستین مرکز آزمایشگاهی خود را در منلو پارک، نیوجرسی، تأسیس کرد، جایی که بسیاری از اختراعات اولیه او در آنجا توسعه یافت. وی بعدها، با همکاری تاجران هنری فورد و هاروی فایرستون یک آزمایشگاه گیاه‌شناسی در فورت مایرز، فلوریدا تأسیس کرد. همچنین یک آزمایشگاه در اورنج غربی، نیوجرسی، که نخستین استودیو فیلم‌سازی جهان به نام بلاک ماریا را در خود جای داده است، تأسیس کرد. او یک مخترع پرکار بود، او دارای ۱۰۹۳ اختراع ثبت شده به نام خودش در آمریکا و کشورهای دیگر جهان است. ادیسون دو بار ازدواج کرد و صاحب شش فرزند شد. وی در سال ۱۹۳۱ بر اثر دیابت درگذشت.

## اوایل زندگی

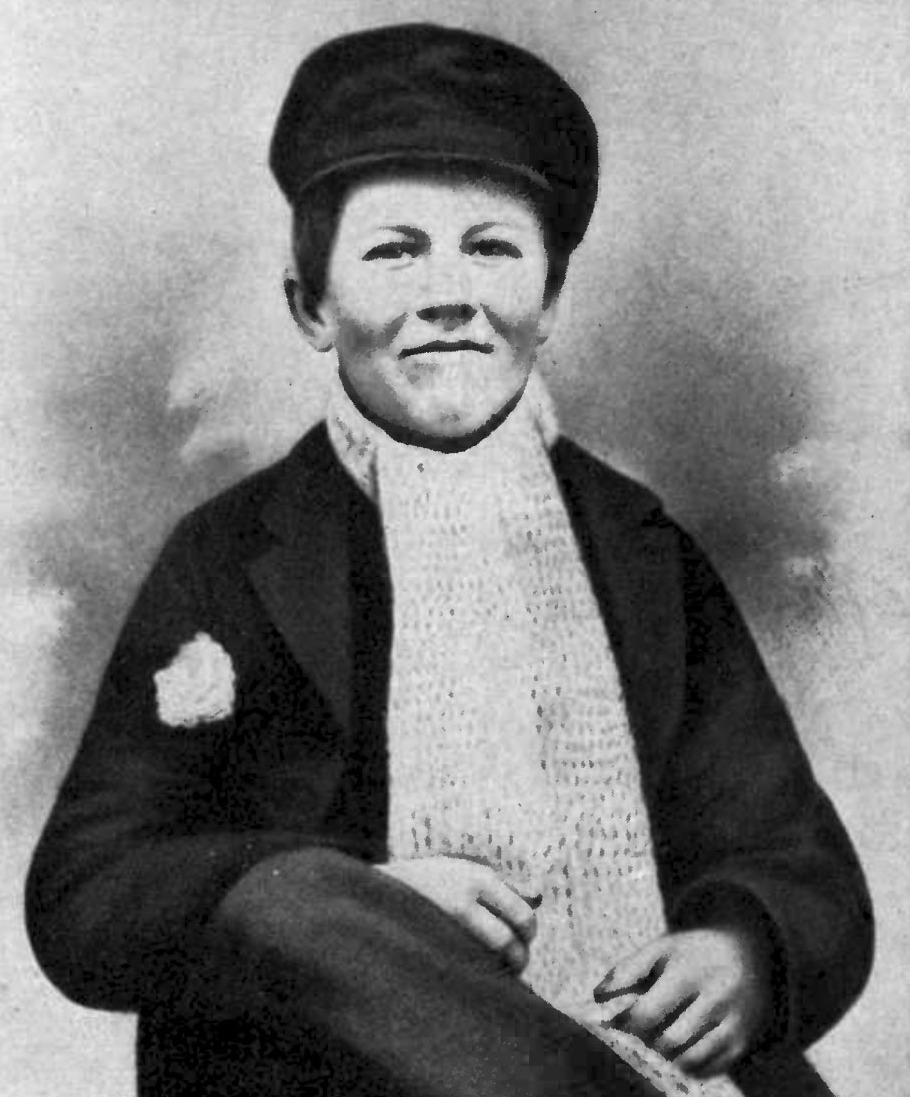
ادیسون کودک

توماس ادیسون در سال ۱۸۴۷ در میلان، اوهایو متولد شد، اما به دلیل مهاجرت خانواده‌اش به پورت هارون، میشیگان در سال ۱۸۵۴، آنجا بزرگ شد. او هفتمین و آخرین فرزند ساموئل اگدن ادیسون جونیور (۱۸۰۴–۱۸۹۶؛ متولد مارشالتاون، نووا اسکوتیا) و نانسی ماتیوس الیوت (۱۸۱۰–۱۸۷۱؛ متولد شهرستان چینانگو، نیویورک) بود. خانواده پدری او اصالتاً هلندی‌تبار بودند؛ نام خانوادگی وی در اصل اِدِسون بود.
ادیسون خواندن، نوشتن و حساب را نزد مادرش، که قبلاً معلم مدرسه بود، آموخت. او فقط برای چندماه در مدرسه تحصیل کرد. با این حال، یک زندگینامه نویس او را کودکی بسیار کنجکاو توصیف کرد که بیشتر مطالب را با مطالعه خود آموخته بود. او از کودکی شیفته فناوری شد و ساعت‌ها به کار آزمایشی در خانه می‌پرداخت.
ادیسون در سن ۱۲ سالگی دچار مشکلات شنوایی شد. علت ناشنوایی وی به دلیل بروز تب قرمز در دوران کودکی و عفونت‌های مکرر گوش میانی درمان نشده گزارش شده است. وی متعاقباً داستانهای ساختگی دربارهٔ علت ناشنوایی خود اختراع کرد. از آنجا که گوش او کاملاً ناشنوا بود و صدای دیگران را به سختی می‌شنوید، ادعا می‌شود که ادیسون با چسباندن دندان‌های خود به داخل چوب به یک پخش کننده موسیقی یا پیانو گوش می‌دهد تا امواج صوتی در جمجمه او جذب شود. هر چه بزرگتر می‌شد، ادیسون معتقد بود که کم شنوایی باعث جلوگیری از حواس‌پرتی و سبب ایجاد تمرکز روی کار می‌شود. مورخان مدرن و متخصصان پزشکی اظهار داشته‌اند که وی ممکن است اختلال کم‌توجهی - بیش‌فعالی داشته باشد.
او در سال ۱۸۷۵، در سن ۲۸ سالگی، در یک دوره چهار ساله شیمی در اتحادیه کوپر برای پیشرفت علم و هنر ثبت نام کرد.

## سال‌های میانه

### نخستین پله‌ها
در ۱۸۶۹ ادیسون که ادارهٔ راه‌آهن را ترک کرده‌بود، سرپرست فنی یک مؤسسهٔ صرافی بزرگ در نیویورک شد و نخستین اختراع موفقش را، که نوعی تلگراف چاپی بود، به نام خود ثبت کرد. تلگراف ادیسون برخلاف انواع رایج روز که علائم مورس را به صورت صداهای کوتاه و کشیده به گوش اپراتور می‌رساندند، آن‌ها را به شکل خط و نقطه بر روی نوار کاغذی چاپ می‌کرد. او حق امتیاز اختراعش را در برابر ۴۰۰۰ دلار به مدیر صرافخانه واگذاشت و با پول آن در نیوآرک، نیوجرسی یک کارگاه تحقیقاتی برای خود برپا کرد. او آن‌جا علاوه بر تکمیل لوازم جانبی تلگراف، یک سامانهٔ پیشرفتهٔ نمایشگر اطلاعات بورس را طراحی کرد که سود هنگفتی از آن به‌دست‌آورد.

### منلو پارک
ادیسون مدت‌ها فکر این‌که کارگاهش را به محل بازتر و بزرگ‌تری منتقل کند، در سر داشت. با فراهم شدن سرمایهٔ کافی، در ۱۸۷۶ در منطقهٔ «منلو پارک، نیوجرسی» یک آزمایشگاه پژوهشی مجهز برپا کرد و گروهی از افراد لایق و مستعد را به همکاری فراخواند.

تأسیس و ایجاد این آزمایشگاه نقطهٔ عطفی در فعالیت‌های توماس ادیسون و یکی از بزرگ‌ترین ابتکارهای او به‌شمار می‌رود. آزمایشگاه منلو پارک، نیوجرسی نخستین مؤسسه‌ای بود که تنها با هدف تولید و تکمیل ابداعات علمی برپا شد و آن را باید نمونهٔ اولیهٔ آزمایشگاه‌های تحقیقاتی بزرگی دانست که از آن پس تمام صنایع مهم در کنار کارگاه‌های خود برپا کردند. در سایهٔ نظارت و سازمان‌دهی توماس ادیسون و کار گروهی کارمندان وی صدها اختراع کوچک و بزرگ در این مؤسسه به ثمر رسیدند که البته همگی به نام ادیسون تمام شدند. 

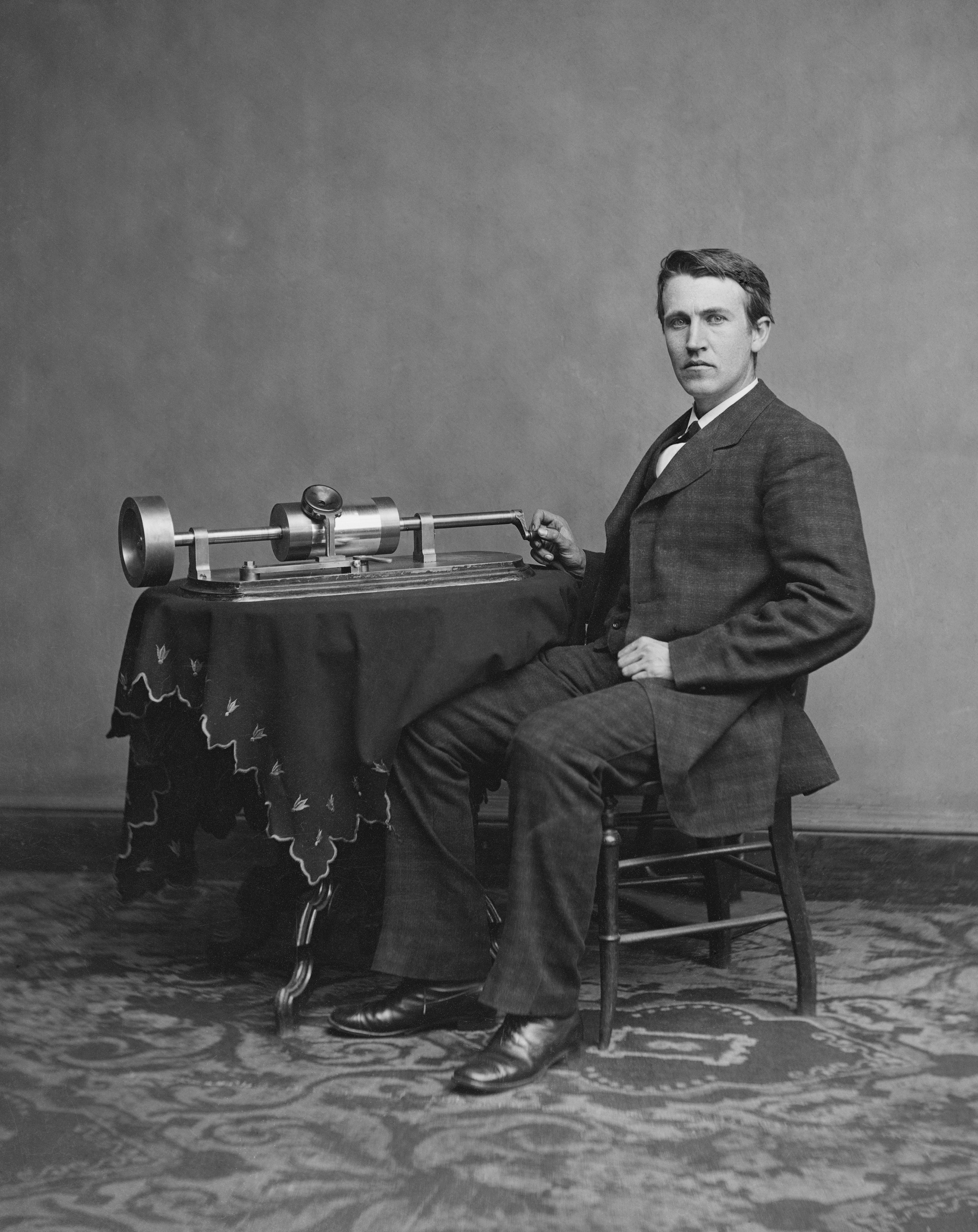
ادیسون در کنار گرامافون اولیه

#### لامپ الکتریکی
ادیسون لامپ حبابی را اختراع نکرد، زیرا پیش از وی این لامپ اختراع شده بود. او در ۱۸۸۰ با استفاده از یک رشته از بامبوی زغال‌اندود (کربنیزه)، یک طرح قابل پیاده‌سازی و تولید برای لامپ حبابی پیش نهاد. یک سال بعد، جوزف سوان یک ساختار کارآمدتر را (با استفاده از رشتهٔ سلولوزی) پیش نهاد.
سابقهٔ سیستم روشنایی الکتریکی به میانه قرن نوزدهم می‌رسد. در ۱۸۵۴ هاینریش گوبل نخستین لامپ برق را اختراع کرد که حدود چهارصد ساعت نور می‌داد اما آن را ثبت نکرد. پس از وی جیمز وودوارد، ویلیام سایر، متیو ایوانز (۱۸۷۵) و جوزف سوان (۱۸۷۸) مدل‌های دیگر چراغ الکتریکی را پیش نهادند.
کمی پیش از آنکه ادیسون نیز وارد این عرصه شود، والیس صنعتگر آمریکایی نوعی چراغ برق را روانهٔ بازار کرده بود که نمونه‌ای از آن به دست ادیسون رسید (۱۸۷۸). دستگاه والیس از چارچوبی با یک حباب و دو میلهٔ فلزی متحرک که به هر کدام تکه زغالی متصل بود تشکیل می‌شد. عبور جریان برق از میله‌ها باعث می‌شد که دو قطعه زغال بسوزند و میانشان قوس الکتریکی درخشانی به رنگ آبی پدیدار شود.
این چراغ الکتریکی بازده کمی داشت؛ مصرف برق آن زیاد و عمر زغال‌هایش کم بود. با این حال، ادیسون که به اهمیت اختراع والیس پی‌برده بود، تصمیم گرفت آن را اصلاح کند و به جای زغال مادهٔ مناسب‌تری بیابد که با برق کمتر، مدت درازتری روشنایی بدهد و با گذشت زمان نسوزد و از بین نرود.
پس از یک سال تلاش و آزمایش صدها مادهٔ گوناگون، ادیسون و همکارانش توانستند با خالی کردن هوای داخل حباب و استفاده از نخ معمولی زغال‌اندود (کربنیزه) لامپی بسازند که تا چهل ساعت نور بدهد. این موفقیت اولیه موجب شد تا آن‌ها با پشتکار بیشتری به کار خود ادامه دهند و وقتی توانستند عمر متوسط چراغ برق را به پانصد ساعت برسانند، ادیسون دریافت که زمان مناسب برای نمایش آن فرا رسیده است.
البته نمونه لامپ ادیسون از سوی مخترعی بریتانیایی به نام جوزف سُوان، تولید و در بریتانیا ثبت شده‌بود و این ثابت می‌کند لامپ ادیسون چیز جدیدی نبود. با این حال نباید تلاش‌های ادیسون را در راستای گسترش این تکنولوژی نادیده گرفت.
او از روزنامه‌نگاران و سرمایه‌گذاران دعوت کرد تا در شب ۳۱ دسامبر ۱۸۷۹ برای دیدن اختراع جدیدش به منلو پارک، نیوجرسی بیایند. به دستور او آزمایشگاه و اطراف آن را با صدها لامپ برق آراستند به‌طوری‌که محوطهٔ منلو پارک، نیوجرسی و جادهٔ منتهی به آن غرق در نور شده بود. ادیسون میهمانان خود را با چیزی روبرو کرده بود که سابقه نداشت. منظرهٔ لامپ‌های نورانی به شدت بر بازدیدکنندگان اثر گذاشت؛ به‌طوری‌که وقتی ادیسون نقشهٔ خود را برای تأسیس یک کارخانهٔ بزرگ الکتریسیته در نیویورک مطرح کرد پیشنهادش با استقبال گرم سرمایه‌گذاران روبرو شد.

### عصر الکتریسیته
در ۲۷ ژانویه ۱۸۸۰ ادیسون درخواست ثبت امتیاز اختراع «لامپ روشنایی الکتریکی» را به ادارهٔ اختراعات آمریکا فرستاد اما درخواستش رد شد. کارشناسان سازمان معتقد بودند که طراحی و ساخت لامپ ادیسون بر پایهٔ کارهای ویلیام سایر بوده است؛ بنابراین تنها امتیاز اختراع رشتهٔ زغال‌اندود پر مقاومت (مادهٔ تولیدکنندهٔ نور لامپ) به ادیسون رسید.
در ۱۳ فوریه ۱۸۸۰ وی یک پدیدهٔ مهم فیزیکی را کشف کرد که اکنون به اثر ادیسون معروف است.
دو سال پس از نمایش عمومی لامپ الکتریکی (۱۸۸۲)، ساختمان کارخانهٔ مرکزی تولید برق به نام «ایستگاه پرل استریت» به پایان رسید و در چهارم سپتامبر همان سال نخستین سیستم توزیع نیروی الکتریسیته در جهان با ولتاژ ۱۱۰ ولت و ۵۹ مشتری در مرکز منهتن به دست ادیسون افتتاح شد.
چندی بعد ادیسون کوشید تا حق امتیاز لامپ برق را در بریتانیا از آن خود کند و بر رقیبش جوزف سووان، که مستقل از ادیسون لامپ حرارتیِ رشتهٔ زغال‌اندود را اختراع کرده‌بود، پیروز شود. اما پس از یک دعوای حقوقی بی‌حاصل، دو طرف با یکدیگر به توافق رسیدند و برای بهره‌مند شدن از منافع اختراعشان در بریتانیا شرکت «ادیسون» را تأسیس کردند. این شرکت در ۱۸۹۲ بخشی از کمپانی بزرگ جنرال الکتریک (متعلق به ادیسون) شد.

### شیوهٔ ادیسون

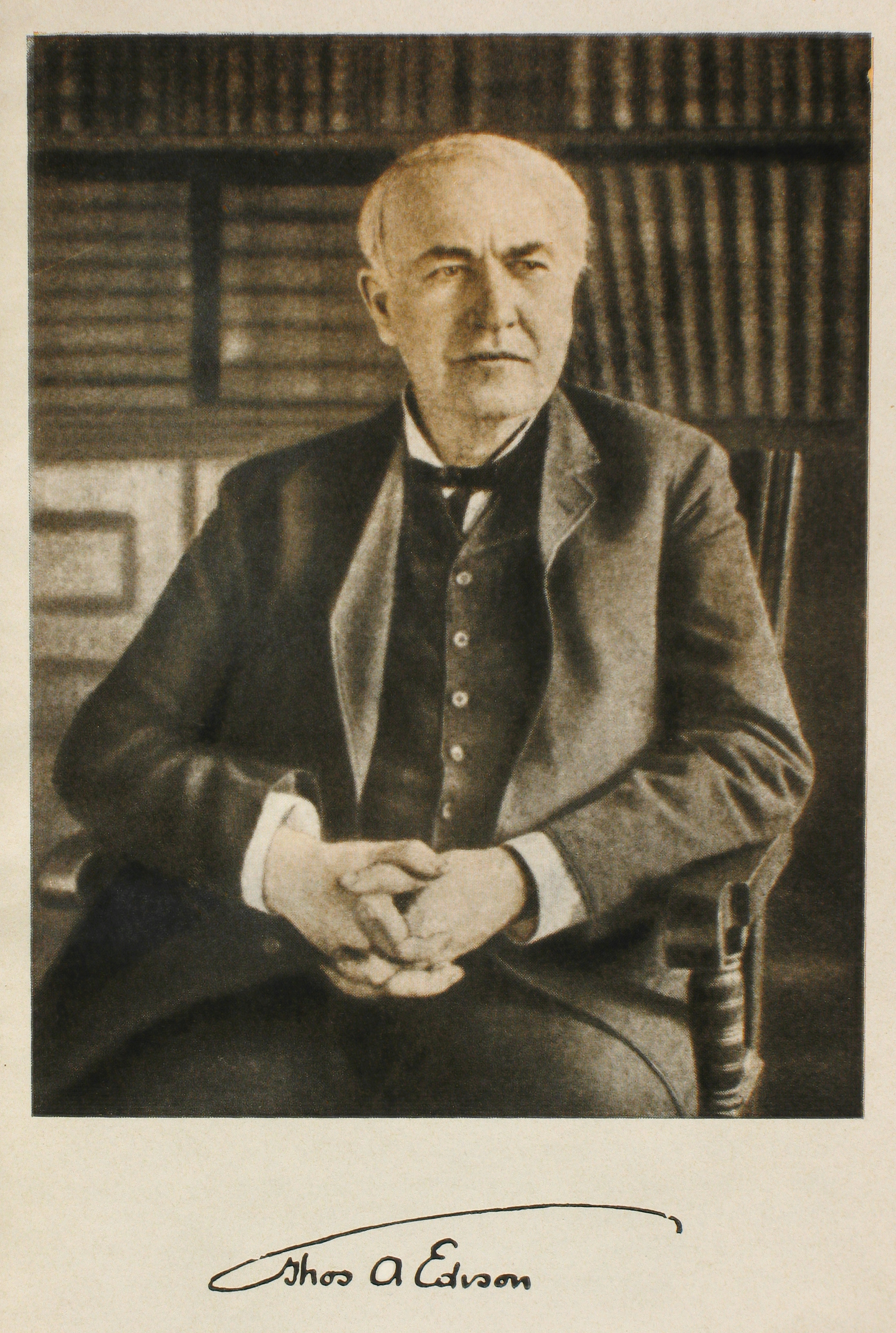
ادیسون در سال ۱۹۱۵

بیشتر اختراعات ادیسون حاصل تکمیل ایده‌های دیگران و کار گروه بزرگی از تکنسین‌ها و کارمندانی بود که زیر دست او به تحقیق و آزمایش می‌پرداختند. لویس لاتیمر دستیار آفریقایی-آمریکایی ادیسون که در پروژهٔ چراغ الکتریکی نقش مهمی داشت، از جملهٔ این افراد است. اگر امروز کمتر نامی از کسانی مانند او به میان می‌آید، برای این است که ادیسون غالباً همکاران خود را در افتخار و اعتبار اختراعاتش سهیم نمی‌کرد. با این همه، بدون سازماندهی و خصوصاً همت بلند ادیسون دست یافتن به این همه موفقیت ممکن نبود. نیکلا تسلا مخترع بزرگ و از همکاران ادیسون دربارهٔ روش او در حل مسائل می‌نویسد: «اگر ادیسون می‌خواست سوزنی را در انبار کاهی پیدا کند، با پشتکار فراوان دانه‌به‌دانه کاه را کنار می‌زد تا بالاخره سوزن نمایان شود. بارها با تأسف می‌دیدم که چگونه بخش اعظم وقت و انرژی او صرف یافتن یک فرمول جزئی یا انجام دادن محاسبه‌ای کوچک می‌شد.»
ادیسون خود نیز در این‌باره گفته است: «نوآوری، یک درصد الهام روح است و نود و نه درصد عرق ریختن و تلاش کردن.»
تسلا، مخترعی شایسته و بهترین کارمند ادیسون بود. او ابتدا از طرف ادیسون مأمور شده بود تا راه‌های توسعهٔ سیستم‌های جریان مستقیم (DC) را بررسی کند اما چون پس از پایان کار، ادیسون تعهدات مالی خود را زیر پا گذاشت، تسلا شرکت او را ترک کرد. با پذیرش استعفای تسلا، ادیسون اشتباه بزرگی کرد، چرا که چندی بعد تسلا با کشف جریان متناوب (AC) در برابر امپراتوری ادیسون و سیستم جریان مستقیم او قد علم کرد. او با حمایت جرج وستینگهاوس کارخانه‌دار معروف، سامانه‌های چند فازی توزیع برق را برپایهٔ جریان متناوب کامل کرد که بسیار کارآمدتر از سیستم ادیسون بود. با وجود تبلیغات منفی جنرال الکتریک، جریان متناوب روز به روز رواج بیشتری یافت و سرانجام سلطه ادیسون بر صنایع الکتریکی پایان یافت.

### سینما
در ۱۸۸۹ یکی از کارمندان شرکت ادیسون، ویلیام کندی دیکسون، نوعی دستگاه نمایش فیلم اختراع کرد که پنج سال بعد (۱۸۹۴) با نام تجاری کینه‌توسکوپ (متحرک‌نما) در نیویورک به نمایش گذاشته‌شد. کینه‌توسکوپ دستگاهی بود که هرکس از سوراخ آن به درون می‌نگریست و دسته‌ای را می‌چرخاند، تصاویر متحرکی را می‌دید. این وسیله ابتدا به‌عنوان مکمل گرامافون و برای رونق بخشیدن به بازار آن طراحی شده بود و هدف آن بود که با افزودن امکان تماشای عکس متحرک، بر جذابیت گرامافون نزد خریداران افزوده شود.
با وجود اهمیت این اختراع، ادیسون یا دیکسون را نمی‌توان پایه‌گذار سینما دانست؛ کینه‌توسکوپ آن‌ها بیشتر به ماشین «شهر فرنگ» شبیه بود و دریک زمان بیش از یک نفر نمی‌توانست از آن استفاده کند. چنین دستگاهی در عصر جدید که تودهٔ مردم به هیجان و سرگرمی‌های دسته‌جمعی نیاز داشتند چندان به کار نمی‌آمد. ایدهٔ بزرگ کردن تصاویر و به‌کارگیری پردهٔ نمایش هرگز به ذهن ادیسون نرسید چون از اختراع کینه‌توسکوپ هدف دیگری داشت. حدود یک سال بعد لویی لومیر صنعت‌گر ثروتمند فرانسوی با ساختن دوربین فیلم‌برداری و پروژکتور و افتتاح نخستین سالن سینما در گراند کافه پاریس (۲۸ دسامبر ۱۸۹۵) نخستین گام‌ها را برای علاقه‌مند کردن مردم به این پدیدهٔ نو برداشت. پس از چند سال، سالن‌های نمایش فیلم در اروپا و آمریکا آن‌قدر فراوان شده بود که ادیسون نیز چاره‌ای جز پیوستن به این جریان و کنار گذاشتن سینمای تک نفره‌اش ندید.
ادیسون در تبدیل سینما به رسانه‌ای همگانی و صنعتی سودآور نقش مؤثری داشته است. فیلم استاندارد ۳۵ میلی‌متری با چهار روزنه در لبهٔ هر فریم که هنوز هم رایج است از یادگارهای ادیسون است. وی همچنین مؤسس نخستین استودیوی فیلمسازی دنیا (بلاک ماریا در ایالت نیوجرسی) است. نخستین فیلم کپی‌رایت‌شدهٔ تاریخ سینما با نام «عطسهٔ فرد اُت» در این استودیو ساخته شد. همچنین فیلم فرانکنشتاین (۱۹۱۰) نیز در استودیو و شرکت فیلم‌سازی وی ساخته شده است.

## دیدگاه‌ها
در ماه مه ۱۹۲۲، او پیشنهادی را با عنوان "یک اصلاحیه پیشنهادی برای سیستم بانکداری فدرال رزرو منتشر کرد.در آن، او توضیحی دربارهٔ یک ارز با پشتوانه کالا توضیح داد، که در آن فدرال رزرو بر اساس ارزش کالاهایی که تولید می‌کنند، برای کشاورزان ارز بدون بهره صادر می‌کند. در طی یک تور تبلیغاتی که با دوست و مخترع همکار هنری فورد انجام داد، علناً در مورد تمایل خود برای اصلاحات پولی صحبت کرد. او با متخصصان برجسته دانشگاهی و بانکی مکاتبه کرد. با این حال، در پایان، پیشنهاد ادیسون مورد حمایت قرار نگرفت و کنار گذاشته شد.
ادیسون گفته بود که به خدا، چنان‌که در الهیات مطرح می‌شود، باور ندارد و آنچه را که دیگران خدا می‌خوانند، طبیعت می‌نامد اما بدون تردید باورمند به یک هوش برتر (Supreme Intelligence) است و خداناباور بودنش را رد کرد. همچنین وی ادیان را پوچ و توهم خوانده بود.

## سال‌های پایانی
در اول فوریه ۱۸۹۳ ادیسون ساختمان «بلک ماریا» نخستین استودیوی تصاویر متحرک را در اورنج غربی، نیوجرسی به پایان برد. او کوشید تا اختراع دوربین فیلم‌برداری را تماماً به خود نسبت دهد و حق استفادهٔ انحصاری از آن را به دست آورد اما در ۱۰ مارس ۱۹۰۲ ادعای او در یک دادگاه استیناف ایالات متحده رد شد.
در ۱۸۹۴ او در ترکیب فیلم و صدا تحقیقاتی کرد که به اختراع کینه‌توفون انجامید. این دستگاه که ترکیب ناجوری از کینه‌توسکوپ و گرامافون استوانه‌ای بود با استقبال مردم روبرو نشد.
در ۶ ژانویه ۱۹۳۱ ادیسون درخواست ثبت آخرین اختراع خود «وسیلهٔ نگه‌دارندهٔ اشیاء هنگام آب‌کاری الکتریکی» را به ادارهٔ ثبت اختراعات فرستاد، اما پیش از دریافت پاسخ، در همان سال و در ۸۴ سالگی درگذشت.

## اختراعات
- لامپ رشتهای (۱۸۷۹)

ادیسون با بهبود طراحی‌های قبلی، اولین لامپ رشته‌ای عملی و تجاری را اختراع کرد. او با استفاده از رشته‌های کربنیزه در خلأ، عمر لامپ را به ۴۰ ساعت و سپس به ۱۲۰۰ ساعت رساند. این اختراع انقلابی در روشنایی جهان ایجاد کرد. نکته جالب اینکه ادیسون بیش از ۶۰۰۰ ماده مختلف را برای رشته لامپ آزمایش کرد تا در نهایت به کربنیزه کردن نخ پنبه‌ای رسید. آزمایشگاه او در منلو پارک به اولین مکان در جهان تبدیل شد که با سیستم روشنایی الکتریکی روشن شده بود.
- گرامافون (۱۸۷۷)

اولین دستگاه ضبط و پخش صدا که ادیسون آن را «ماشین حرف‌زن» نامید. این دستگاه با استفاده از استوانه‌های مومی، صدا را ضبط و پخش می‌کرد. اولین جمله‌ای که ادیسون ضبط کرد «مری یک گوسفند کوچک داشت» بود. گرامافون در ابتدا بیشتر به عنوان دستگاه دیکته در ادارات استفاده می‌شد تا اینکه بعدها برای موسیقی به کار گرفته شد.
- کینتوسکوپ (۱۸۹۱)

پیش‌درآمد دستگاه‌های نمایش فیلم که با چرخاندن دسته، تصاویر متحرک را در حلقه‌های فیلم نشان می‌داد. این دستگاه به صورت سکه‌ای کار می‌کرد و بیننده از طریق یک عدسی کوچک می‌توانست فیلم را تماشا کند. اولین فیلم نمایش داده شده با این دستگاه «عطسه فرد اوت» نام داشت که تنها چند ثانیه طول می‌کشید.
- تلگراف چاپی (۱۸۶۹)

سیستمی که پیام‌های مورس را به جای صدا، روی نوار کاغذی چاپ می‌کرد. این دستگاه که ادیسون در ۲۲ سالگی آن را اختراع کرد، می‌توانست تا ۶۰ کلمه در دقیقه را ثبت کند. شرکت وسترن یونیون مبلغ ۴۰٬۰۰۰ دلار (معادل حدود ۸۰۰٬۰۰۰ دلار امروزی) برای این اختراع به ادیسون پرداخت کرد.
- باتری قلیایی (۱۹۰۱)

باتری ذخیره‌سازی با عمر طولانی که برای خودروهای الکتریکی اولیه استفاده شد. ادیسون بیش از ۵۰٬۰۰۰ آزمایش برای توسعه این باتری انجام داد. این باتری‌ها در معادن و لوکوموتیوهای زیرزمینی نیز کاربرد داشتند و تا دهه ۱۹۶۰ تولید می‌شدند.
- دیکتافون (۱۹۱۴)

دستگاه ضبط صدا برای مصارف اداری که بعدها به ضبط‌کننده‌های صوتی مدرن تبدیل شد. این دستگاه در ابتدا با نام «ادیسون کسب‌وکار فونوگراف» معرفی شد و در دهه ۱۹۲۰ به دیکتافون تغییر نام داد. شرکت ادیسون در تولید این دستگاه تا دهه ۱۹۶۰ پیشرو بود.
- سیستم توزیع برق (۱۸۸۲)

ادیسون نه تنها لامپ را اختراع کرد، بلکه اولین شبکه توزیع برق DC را در نیویورک راه‌اندازی کرد. این سیستم شامل ۶ ژنراتور بخار جوت که هر کدام ۱۰۰ کیلووات برق تولید می‌کردند و شبکه‌ای از کابل‌های زیرزمینی بود. اولین مشتری این سیستم بانک جی.پی. مورگان در خیابان وال استریت بود.
- سرپیچ لامپ

طراحی استاندارد سرپیچ لامپ که هنوز پس از ۱۴۰ سال به همان شکل اولیه استفاده می‌شود. ادیسون این طراحی را در سال ۱۸۸۱ ثبت کرد و به عنوان «پایه ادیسون» شناخته می‌شود. این طراحی ساده اما انقلابی شامل پیچ ادیسون (E26/E27) هنوز در ۹۰٪ لامپ‌های جهان استفاده می‌شود.
- میکروفون ذغالی (۱۸۷۷)

بهبود دهنده کیفیت صدای تلفن که با استفاده از ذرات ذغال، وضوح صدا را افزایش داد. این اختراع که ادیسون آن را «فرستنده کربنی» نامید، کیفیت صدا در تلفن‌های اولیه را به میزان قابل توجهی بهبود بخشید و تا دهه ۱۹۸۰ در تلفن‌ها استفاده می‌شد.
- دستگاه رای‌گیری الکتریکی (۱۸۶۸)

اولین اختراع ثبت شده ادیسون که رای‌های مجلس را به صورت خودکار شمارش می‌کرد. ادیسون این دستگاه را در ۲۱ سالگی اختراع کرد (پتنت شماره ۹۰٬۶۴۶). اگرچه این دستگاه هرگز مورد استفاده قرار نگرفت، اما نشان‌دهنده نبوغ اولیه او بود. خود ادیسون بعدها گفت: «یادگرفتم که نباید چیزی اختراع کنی که کسی نخواهد بخردش».